# Cortemaggiore
Cortemaggiore ist eine italienische Gemeinde (comune) mit 4640 Einwohnern (Stand 31. Dezember 2023) in der Provinz Piacenza in der Emilia-Romagna. 

## Geographie
Die Gemeinde liegt in der Po-Ebene auf 48 m s.l.m. an der orographisch linken Uferseite des Torrente Arda, einem linken Nebenfluss des Po. Die Provinzhauptstadt Piacenza liegt etwa 19 Kilometer ostsüdöstlich und Cremona etwa 17 Kilometer südwestlich von Cortemaggiore. Zur Gemeinde gehören auch die beiden Fraktionen Chiavenna Landi und San Martino in Olza.  

## Geschichte

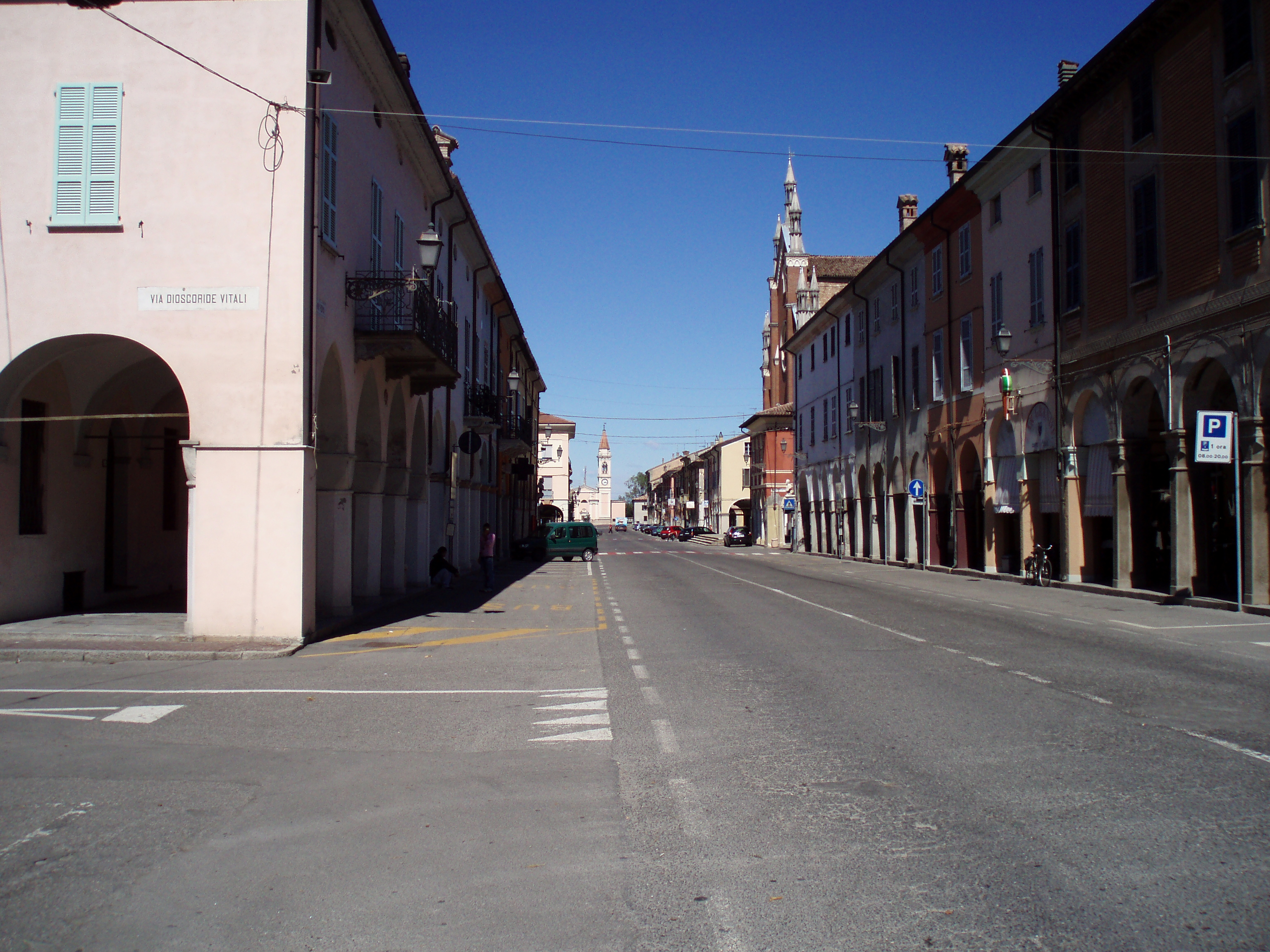
Straßenbild im Zentrum Cortemaggiores

Cortemaggiore kam 1290 unter die Herrschaft der Markgrafen Pallavicino, die in der Region zwischen Cremona, Parma und Piacenza einen eigenen Staat, den „Stato Pallavicino“, errichteten. 1479 verlegten sie ihr Herrschaftszentrum aus Busseto hierher. Das Zentrum Cortemaggiores wurde 1479 durch den Markgrafen Gian Ludovico Pallavicino begründet, wenngleich Siedlungsreste aus der römischen Antike existieren. 1480 erbaute er eine Festungsstadt in Cortemaggiore, die er zu Ehren seiner Schwiegertochter, Laura Caterina Landi, Castel Lauro nannte, und machte aus der Stadt eine Idealstadt der Renaissance, nach den Theorien des Leon Battista Alberti. 1481 begann er mit dem Bau der Basilika Santa Maria delle Grazie, ab 1487 wurde die Kirche Chiesa della SS. Annunziata mit dem dazugehörigen Franziskanerkonvent erbaut. Das Oratorio San Giuseppe wurde Ende des 15. Jahrhunderts im Auftrag von Rolando Pallavicino als Pilgerkapelle errichtet. Das Schloss des Markgrafen Gian Ludovico, der Palazzo Regio, heute Palazzo Pallavicino genannt, wurde neben einer älteren Burg gebaut, die 1809 abgerissen wurde. Er ist Privatbesitz. In der Nähe steht noch der spätmittelalterliche Gartenpalast (Palazzo del Giardino). 
1587 wurde die Stadt von der Familie Farnese ihrem Herzogtum Parma mit Piacenza angegliedert. Schon früh hatte sich auch eine jüdische Gemeinde angesiedelt. Die Synagoge wurde 1842 errichtet.

## Verkehr
Westlich des Ortskerns von Cortemaggiore führt die Autobahn A21dir vorbei, die die südlich der Gemeinde liegende Autostrada del Sole A1 mit der im Norden liegenden A21 verbindet.

## Bilder

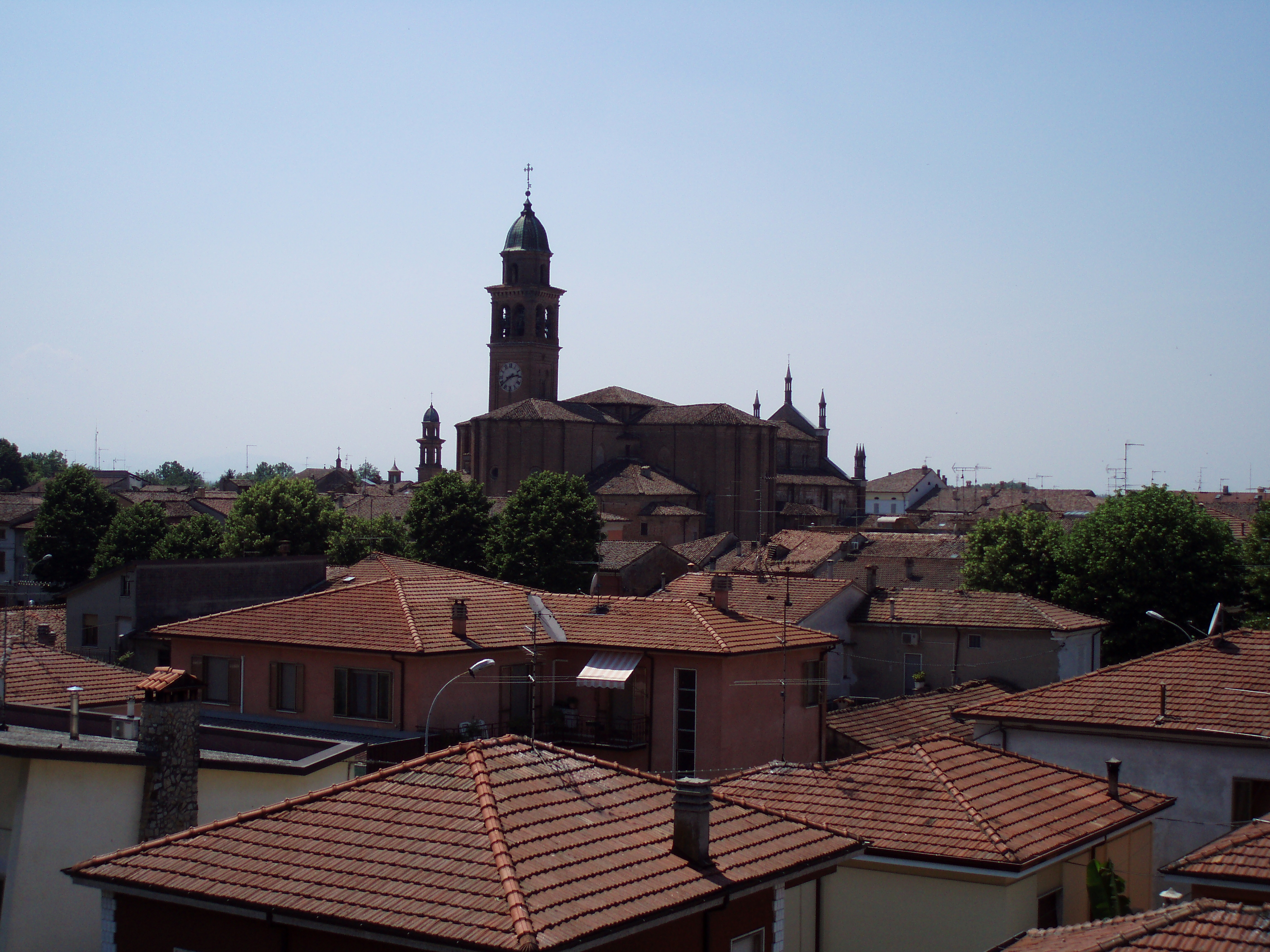
Basilika Santa Maria delle Grazie
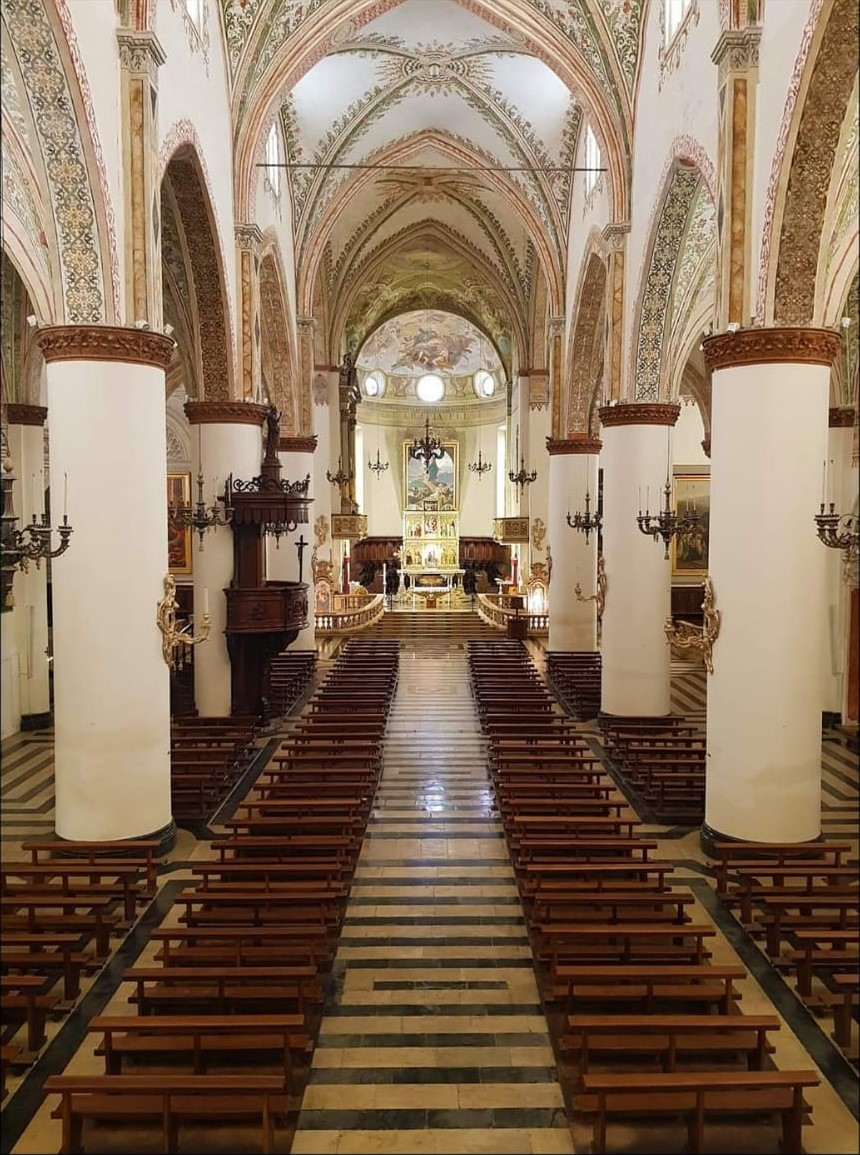
Kirchenschiff Santa Maria delle Grazie
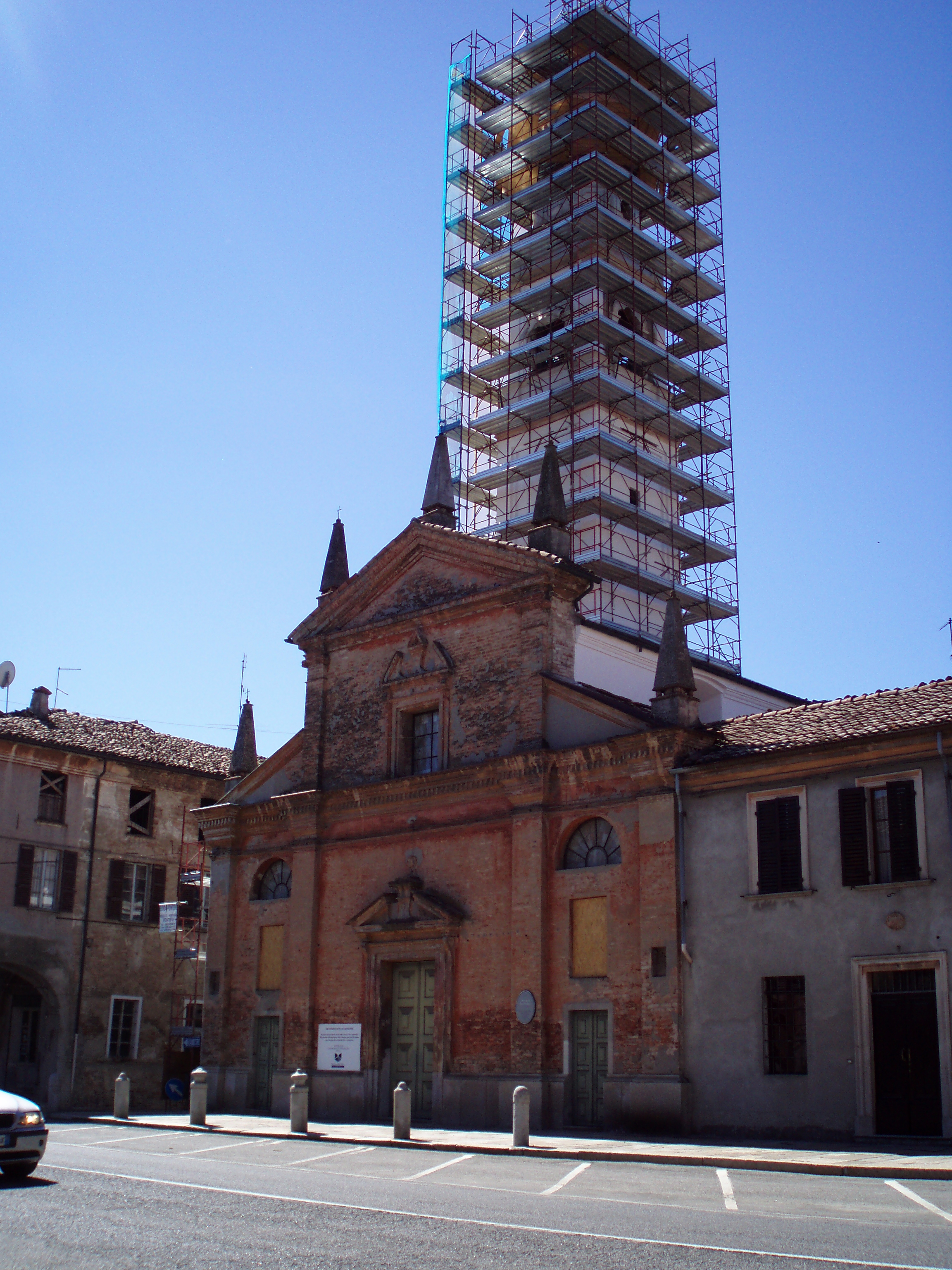
Oratorio San Giuseppe
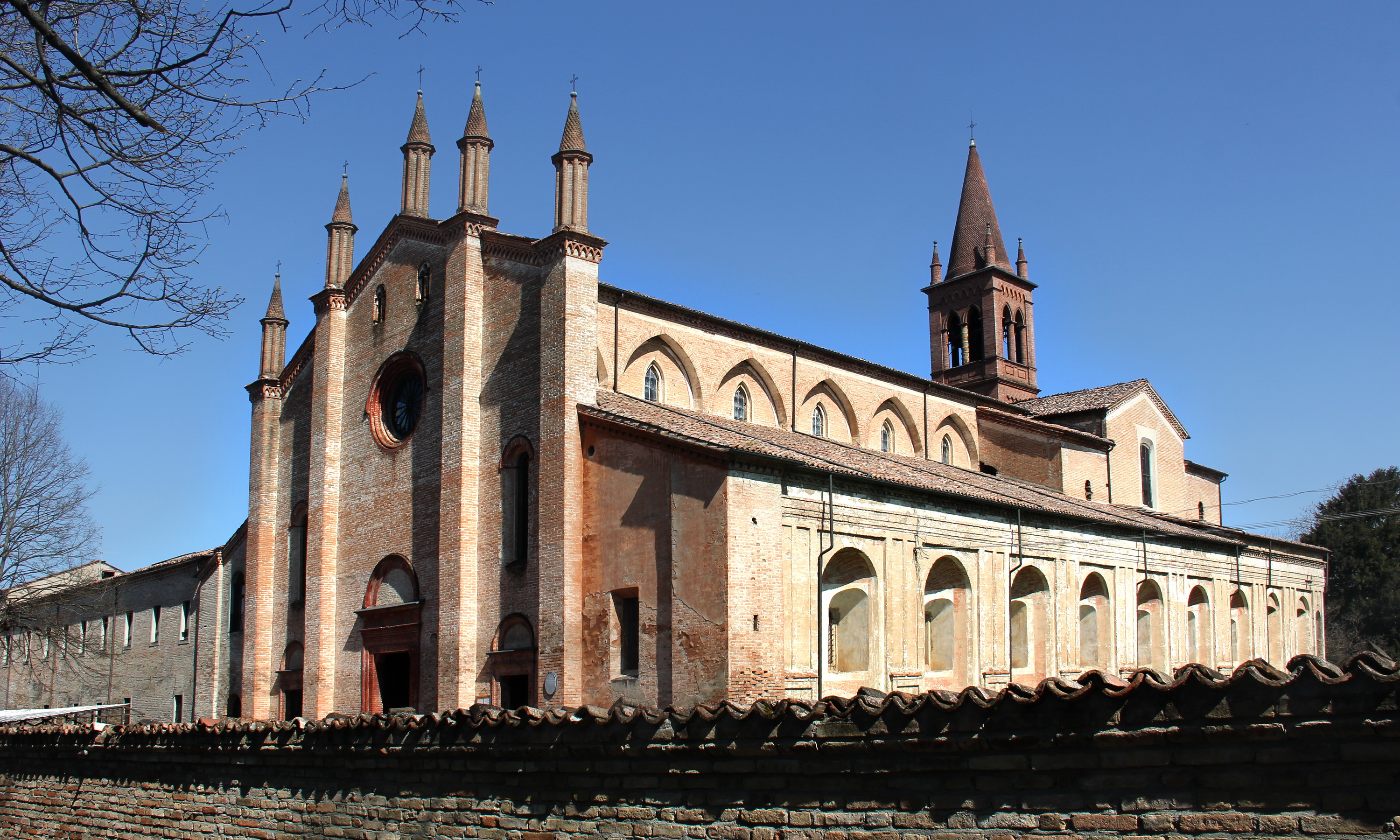
Chiesa della SS. Annunziata mit Franziskanerkonvent
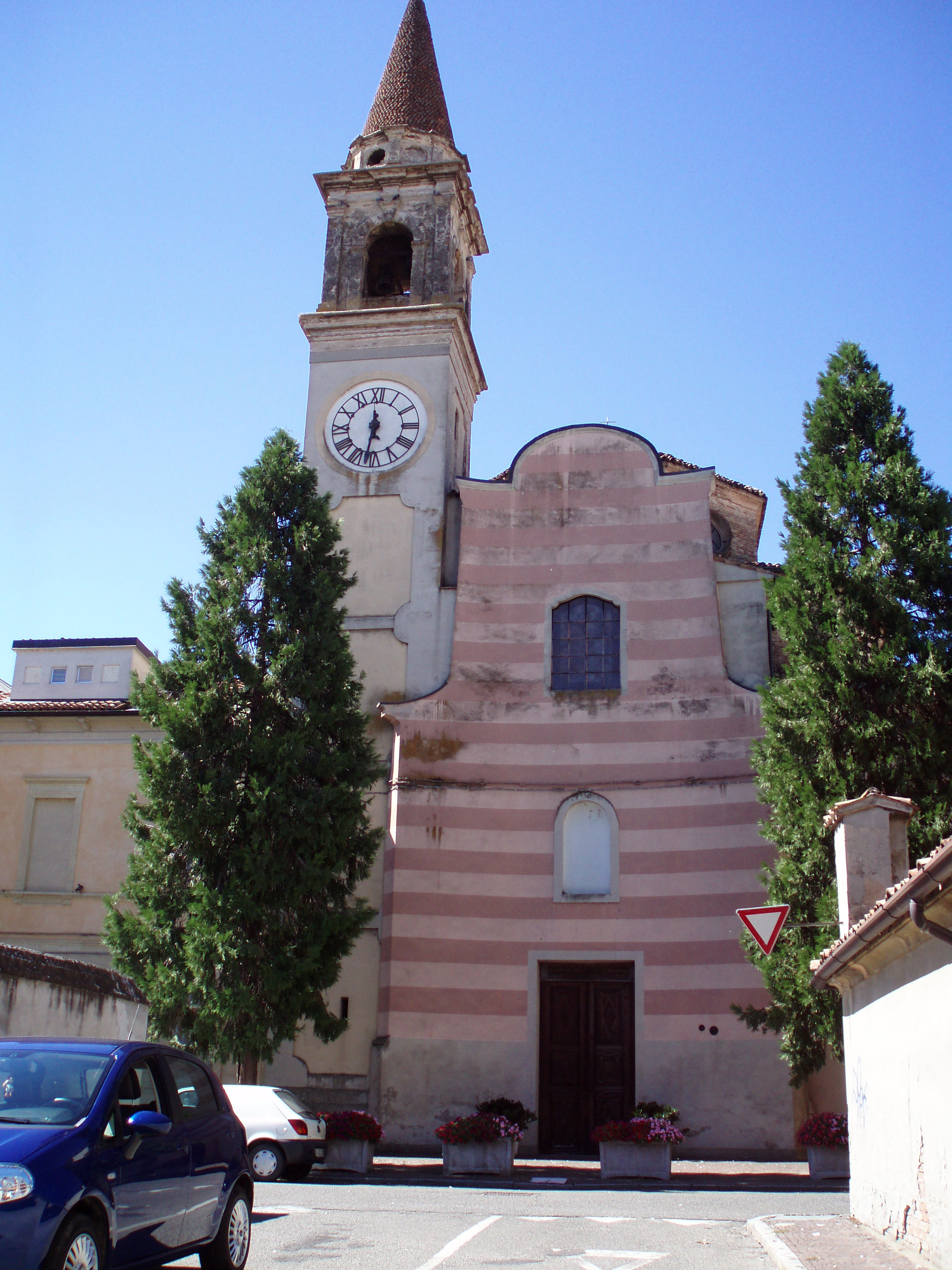
San Lorenzo
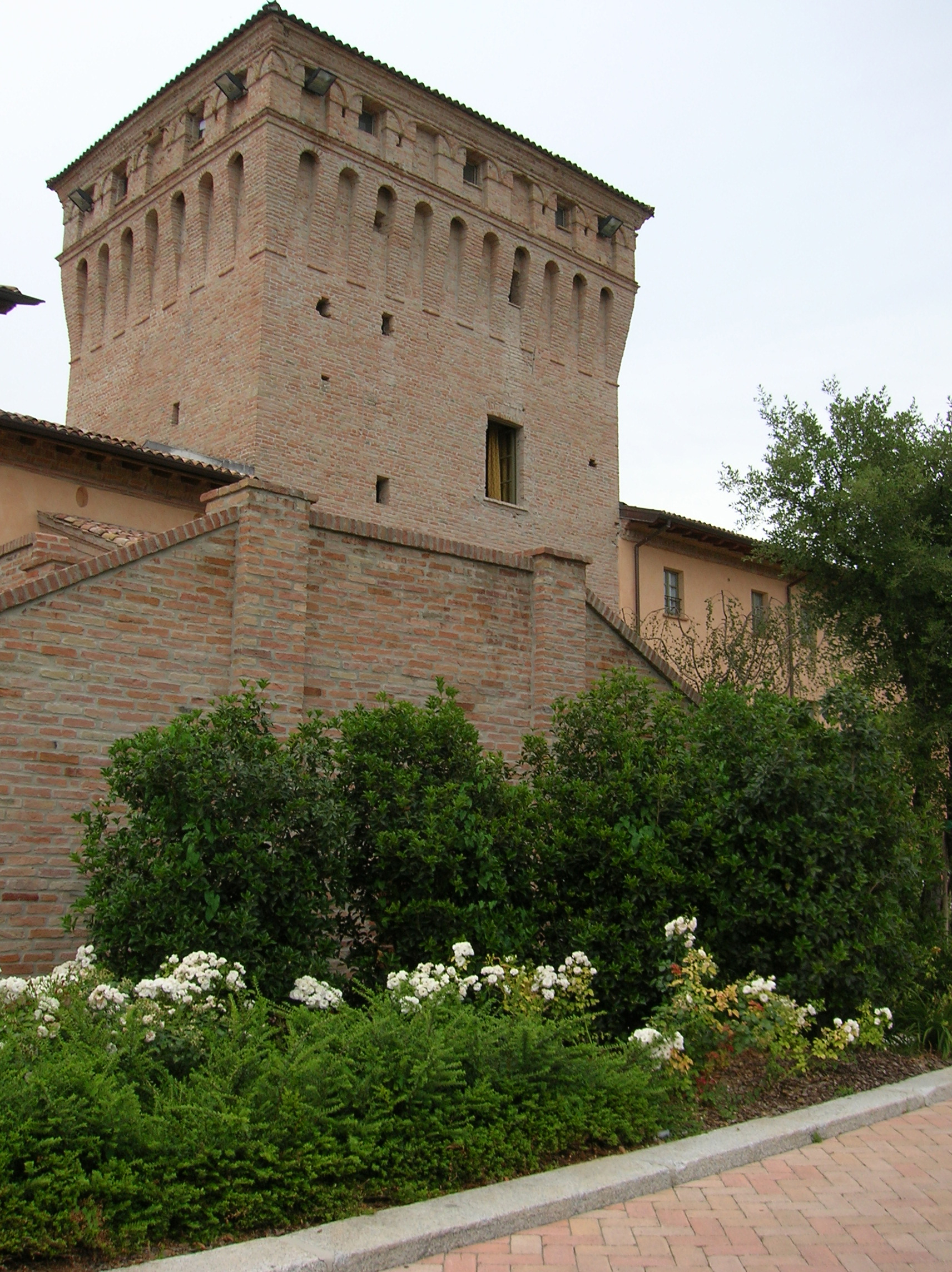
Castello di Chiavenna Landi

## Persönlichkeiten
- Lorenzo Respighi (1824–1889), Astronom
- Virginia Zucchi (1849–1930), berühmte Primaballerina
- Franco Fabrizi (1926–1995 ebenda), Schauspieler
- Linda Ghisoni (* 1965), Theologin, Kirchenrechtlerin und römisch-katholische Kurienbeamtin